# Lucien Pissarro
Lucien Pissarro (Paris, 20 de fevereiro de 1863 - Londres, 10 de julho de 1944) foi um pintor de paisagens, gravurista e designer francês.
Filho primogenito da união entre o pintor Camille Pissaro e Julie née Vellay, Lucien Pissaro seguiu os passos do pai e aderiu ao movimento impressionista, inspirado também pelo trabalho de Paul Signac e Georges Seurat, dois pintores neo-impressionistas especialistas em paisagens, foco principal do trabalho de Lucien também.
Apesar de preferir pintar cenários ao ar livre de campos e vilarejos, Pissaro também pintou diversas naturezas mortas e retratos.
Sua carreira começou na França, no entanto, ganhou estabilidade na Grã-Bretanha, onde veio a falecer em 1944. A primeira vez que visitou o país foi durante a Guerra Franco-Prussiana e retornou para se estabelecer permanentemente em Londres em 1890.
Em 10 de agosto de 1892 casou-se com Esther Levi Bensusan na cidade de Richmond, na Inglaterra. Em 8 de outubro de 1893, ela deu à luz sua única filha, Orovida Camille Pissarro, que também se tornou uma artista.
Em 1894 Pissaro fundou com sua esposa a Eragny Press, uma editora que publiclava coleções de pequenos livros que traziam suas gravuras, no total foram publicados 32 edições entre 1895 e 1914.
Pissarro se associou com o pintor inglês Walter Sickert e em 1906 tornou-se membro do New English Art Club, famoso ponto de encontro entre artistas na Inglaterra na época. De 1913 a 1919 pintou paisagens de Dorset, Westmorland, Devon, Essex, Surrey e Sussex.Em 1916, Pissarro tornou-se cidadão britânico.
Em 1919, formou o Grupo Monarro com o pintor britânico James Bolivar Manson  e o francês Théo van Rysselberghe com o objetivo de mostrar artistas inspirados por pintores impressionistas, Claude Monet e Camille Pissarro. O grupo acabou três anos depois.
De 1922 a 1937 pintou regularmente no sul da França, intercalado com expedições de pintura para Derbyshire, Gales do Sul e Essex. De 1934 a 1944 ele exibiu na Royal Academy, em Londres. Ele morreu em 10 de julho de 1944, em Hewood, Dorset.